# Lista över Norges sjöförsvarsministrar
Norges sjöförsvarsministrar var cheferna för det departement som 1815 bildades som det sjunde. År 1861 slogs det samman med departementet för postverket och 1885 gick det upp i försvarsdepartementet.

## Lista över Norges sjöförsvarsministrar
| Namn                                  | Från | Till |
| ------------------------------------- | ---- | ---- |
| Thomas Fasting                        | 1815 | 1817 |
| Jens Schou Fabricius (tillförordnad)  | 1817 | 1818 |
| Thomas Fasting                        | 1818 | 1820 |
| Jonas Collett                         | 1820 | 1820 |
| Mathias Sommerhielm                   | 1820 | 1821 |
| Thomas Fasting                        | 1821 | 1824 |
| Poul Christian Holst                  | 1824 | 1825 |
| Thomas Fasting                        | 1825 | 1826 |
| Hans Hagerup Falbe                    | 1826 | 1827 |
| Thomas Fasting                        | 1827 | 1830 |
| Nicolai Krog                          | 1830 | 1831 |
| Thomas Fasting                        | 1831 | 1833 |
| Nicolai Krog                          | 1833 | 1834 |
| Thomas Fasting                        | 1834 | 1836 |
| Nicolai Krog                          | 1836 | 1836 |
| Thomas Fasting                        | 1836 | 1839 |
| Hans Christian Petersen               | 1839 | 1840 |
| Valentin Sibbern                      | 1840 | 1841 |
| Hans Christian Petersen               | 1841 | 1843 |
| Valentin Sibbern                      | 1843 | 1844 |
| Hans Christian Petersen               | 1844 | 1845 |
| Henrich Herman Mejer Foss             | 1845 | 1848 |
| Ole Wilhelm Erichsen                  | 1848 | 1852 |
| Hans Christian Petersen               | 1852 | 1852 |
| Niels Andreas Thrap (tillförordnad)   | 1852 | 1853 |
| Hans Christian Petersen               | 1853 | 1853 |
| Thomas Edvard von Westen Sylow        | 1853 | 1853 |
| Ole Wilhelm Erichsen                  | 1853 | 1856 |
| Henrik Steffens Hagerup               | 1856 | 1857 |
| Hans Christian Petersen               | 1857 | 1857 |
| Henrik Steffens Hagerup               | 1857 | 1857 |
| Hans Christian Petersen               | 1857 | 1858 |
| Henrik Steffens Hagerup               | 1858 | 1859 |
| Hans Christian Petersen               | 1859 | 1860 |
| Jacob Worm Skjelderup (tillförordnad) | 1860 | 1860 |
| Ketil Motzfeldt                       | 1860 | 1860 |
| Harald Nicolai Storm Wergeland        | 1860 | 1861 |
| Ketil Motzfeldt                       | 1861 | 1861 |
| August Christian Manthey              | 1861 | 1861 |
| Wolfgang Wenzel von Haffner           | 1861 | 1863 |
| Erik Røring Møinichen                 | 1863 | 1864 |
| Wolfgang Wenzel von Haffner           | 1864 | 1867 |
| August Christian Manthey              | 1867 | 1868 |
| Wolfgang Wenzel von Haffner           | 1868 | 1869 |
| Ole Jacob Broch                       | 1869 | 1871 |
| Johan Collett Falsen                  | 1871 | 1871 |
| August Christian Manthey              | 1871 | 1872 |
| Ole Jacob Broch                       | 1872 | 1872 |
| August Christian Manthey              | 1872 | 1872 |
| Jacob Lerche Johansen                 | 1872 | 1873 |
| August Christian Manthey              | 1873 | 1874 |
| Jacob Lerche Johansen                 | 1874 | 1877 |
| Jens Holmboe                          | 1877 | 1878 |
| Jacob Lerche Johansen                 | 1878 | 1881 |
| Jens Holmboe                          | 1881 | 1882 |
| Jacob Lerche Johansen                 | 1882 | 1884 |
| Halfdan Lehman (tillförordnad)        | 1884 | 1884 |
| Carsten Tank Nielsen (tillförordnad)  | 1884 | 1884 |
| Halfdan Lehman (tillförordnad)        | 1884 | 1884 |
| Johan Koren                           | 1884 | 1884 |
| Johan Sverdrup                        | 1884 | 1885 |